# Austin (Indiana)
Austin – miasto w Stanach Zjednoczonych, w stanie Indiana, w hrabstwie Scott.